# Бландинг
Бландинг (на английски: Blanding) е град в окръг Сан Хуан, щата Юта, САЩ. Бландинг е с население от 3162 жители (2000) и обща площ от 6,1 km². Намира се на 1861 m надморска височина. ЗИП кодът му е 84511, а телефонният му код е 435.